# Pink Anderson
Pinkney „Pink“ Anderson (* 12. Februar 1900 in Spartanburg, South Carolina; † 12. Oktober 1974 ebenda) war ein US-amerikanischer Blues-Musiker.

## Leben
Pink Anderson verdiente jahrelang seinen Lebensunterhalt bei einem Quacksalber (Medicine Show), der durch die Lande fuhr, um den Menschen angebliche Wundermedizin zu verkaufen, und für den er musizierte, um die Aufmerksamkeit der Leute auf den „Zauberdoktor“ zu lenken.
Erst in den 1950er-Jahren machte Anderson seine ersten professionellen Aufnahmen, abgesehen von einigen Aufnahmen mit Blind Simmie Dooley in den 1920er-Jahren. Zudem hatte er 1963 einen Auftritt im Film The Bluesmen.

## Diskografische Hinweise
- Carolina Blues Man – Pink Anderson Volume 1 – Prestige-Bluesville 1038
- Medicine Show Man – Pink Anderson Volume 2 – Prestige-Bluesville 1051
- The Blues of Pink Anderson – Pink Anderson Volume 3 – Prestige-Bluesville 1071
- Gospel, Blues and Street Songs – Rev. Gary Davis and Pink Anderson – Riverside RLP 148

## Das „Pink“ in Pink Floyd
Der exzentrische Kunststudent Syd Barrett benannte 1966 seine Band The Pink Floyd Sound (später nur Pink Floyd) nach den Vornamen von Pink Anderson und Floyd Council, von denen er im Hüllentext von Paul Oliver zu der im Jahr 1962 erschienenen Blind-Boy-Fuller-LP Country Blues 1935–1940 gelesen hatte: „Curley Weaver and Fred McMullen, (…) Pink Anderson or Floyd Council – these were a few amongst the many blues singers that were to be heard in the rolling hills of the Piedmont, or meandering with the streams through the wooded valleys.“